# Reisenberg
Pour les articles homonymes, voir Reisenberg (homonymie).
Reisenberg est une commune autrichienne du district de Baden en Basse-Autriche.

## Géographie
Reisenberg est situé dans le quartier industriel de la Basse Autriche et c’est une partie du district Baden. La surface de la ville s’élève 17,8 kilomètre carré. 2% de la surface sont couvertes de forêt.